# フックトー県
フックトー県（フックトーけん、ベトナム語：Huyện Phúc Thọ / 縣福壽）は、ベトナム社会主義共和国の首都ハノイ市に存在する行政区。

## 行政
フックトー県は以下の行政単位に区分される。
- フックトー市鎮（Phúc Thọ / 福壽）
- カムディン社（Cẩm Đình / 大安）
- ハットモン社（Hát Môn / 喝門）
- ヒエップトゥアン社（Hiệp Thuận / 合順）
- リエンヒエップ社（Liên Hiệp / 連合）
- ロンスエン社（Long Xuyên / 龍川）
- ゴクタオ社（Ngọc Tảo / 玉早）
- フックホア社（Phúc Hòa / 福和）
- フントゥオン社（Phụng Thượng / 鳳上）
- フオンドー社（Phương Độ / 芳度）
- センチエウ社（Sen Chiểu / 蓮沼）
- タムヒエップ社（Tam Hiệp / 三合）
- タムトゥアン社（Tam Thuấn / 三舜）
- タインダー社（Thanh Đa / 清多）
- トーロック社（Thọ Lộc / 壽祿）
- トゥオンコック社（Thượng Cốc / 上谷）
- ティッチザン社（Tích Giang / 淅江）
- チャックミーロック社（Trạch Mỹ Lộc / 澤美祿）
- ヴァンハ社（Vân Hà / 雲荷）
- ヴァンナム社（Vân Nam / 雲南）
- ヴァンフック社（Vân Phúc / 雲福）
- ヴォンスエン社（Võng Xuyên / 網川）
- スアンフー社（Xuân Phú / 春富）